# 리오자사우루스
리오자사우루스(Riojasaurus)는 중생대 트라이아스기 후기 오늘날 남아메리카대륙에 서식한 4족보행의 초식공룡이다. 용반류-용각아목-리오자사우루스과에 속하는 종이다. 화석은 아르헨티나의 라리오하 지방에서 발견되었다. 최대의 원시용각류로 알려져 있다. 몸집이 크고 무겁지만 척추는 속이 비여 있어서 가볍다. 머리가 작고 목이 길며, 긴 꼬리를 가졌다. 전체 몸 길이는 약11m, 체중은 4.5t가량되었을 것으로 추정된다.